# Paweł Twardy
Paweł Twardy (ur. 19 lutego 1737 w Trzycieżu koło Cieszyna, zm. 20 grudnia 1807 we Wrocławiu) – polski duchowny ewangelicko-augsburski, wydawca i pisarz religijny. Był tłumaczem i edytorem.

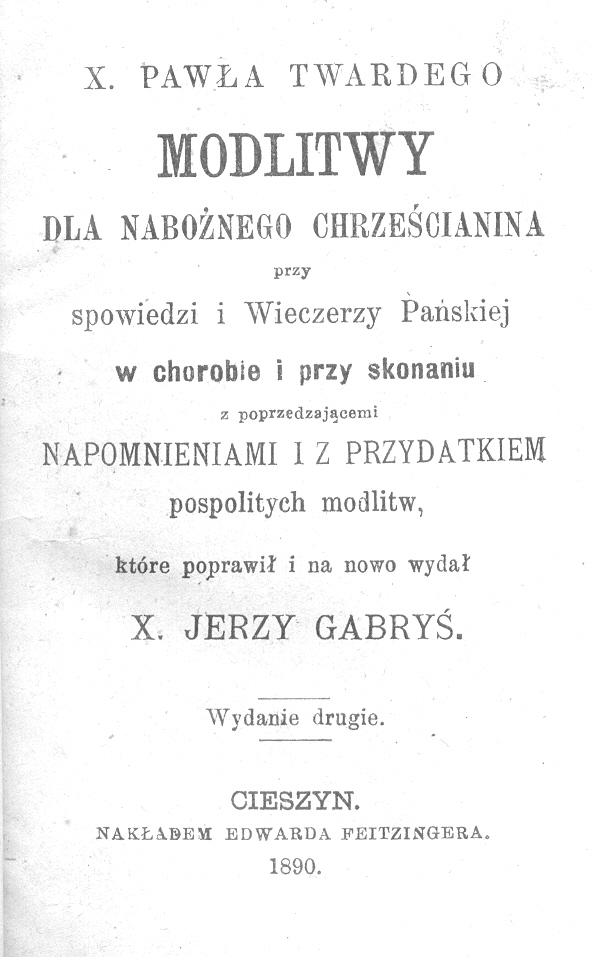
„Modlitwy dla nabożnego chrześcianina”, Cieszyn 1890

## Życiorys
Urodził się w rodzinie Pawła, stelmacha i kilkumorgowego rolnika, oraz Ewy z Kubków (Kupków). Naukę rozpoczął w roku 1747 w Cieszynie (szkoła ewangelicka przy kościele Jezusowym). W latach 1758–1760 studiował teologię na uniwersytecie w Halle. Po okresie zatrudnienia jako nauczyciel prywatny (domowy) w rodzinie kupca Langera, w okresie 1762/1763 i 1763/1764 był nauczycielem języka polskiego w Korpusie kadetów w Berlinie. Od 18 stycznia 1765 był polskim kaznodzieją i pastorem (proboszczem) przy kościele św. Krzysztofa we Wrocławiu i pozostał na tym stanowisku aż do przejścia na emeryturę (zrezygnował ze stanowiska w roku 1803).
Ks. Paweł Twardy ustanowił stypendium dla polskich studentów teologii z Wrocławia i Cieszyńskiego (władającego językiem polskim), które przetrwało do czasów I wojny światowej (wypłacane przez magistrat wrocławski). Uczynił także zapis na założenie szkoły szycia dla dziewcząt w Szelimiu.
Jego syn, ks. Paweł Chrystian Twardy (ur. 1768), był duchownym pomocniczym przy kościele św. Marii Magdaleny, a następnie polskim duszpasterzem w Wilczkowie.

## Twórczość
W roku 1766 w drukarni Johanna Ernsta Trampa wydał w Brzegu postyllę ks. Samuela Dambrowskiego
W roku 1768 w tej samej drukarni wydał Biblię gdańską (jako Biblia Sacra) wzorowaną na polskiej edycji z Halle z roku 1726 gdzie studiował w latach 1758–1760. Edycja została opublikowana w skromnej formie. Jedynym urozmaiceniem są nieliczne motywy roślinne umieszczone na stronach tytułowych ksiąg biblijnych oraz na początku i końcu Starego i Nowego Testamentu. Miała ona ponad 1600 stron o wymiarach 18,3×13 cm. Wstęp zawiera zasady przyjętej ortografii. Strony są oddzielnie numerowane (ST – 1023 strony, NT – 331 strony). Po Starym Testamencie znajduje się dodatek: Apokryfa. Po Nowym Testamencie znajduje się spis ewangelii i lekcji na niedziele i święta, a na końcu Pasja Chrystusa i historia zburzenia Jerozolimy (70 rok n.e.). Okładkę stanowi deska obciągnięta skórą, a grzbiet kodeksu związano czterema sznurowymi wiązaniami. W roku 1796 wydał również Nowy Testament również oparty na wydaniu z Halle.
W roku 1778 ogłosił drukiem w Brzegu Modlitwy dla nabożnego chrześcianina, mające kilka wydań (przynajmniej 1800, 1845), w 1888 zmodernizowane pod względem językowym przez ks. Jerzego Gabrysia, proboszcza parafii ewangelickiej w Krakowie (także 1890). Ogłosił drukiem drobne pisma, zarówno w języku polskim, jak niemieckim.

### Ważniejsze utwory
- Modlitwy dla nabożnego chrześcijanina przy spowiedzi i przy używaniu Wieczerzy Pańskiej, z Przydatkiem niektórych pospolitych modlitw..., Brzeg 1778 (przedmowa dat.: Wrocław 15 września 1777); wyd. następne: Brzeg 1792; Brzeg 1800; Brzeg 1830; Brzeg 1845; popr. i wyd. J. Gabryś, Kraków 1887; Cieszyn 1890 (o ostatnim wydaniu inform. J. Wantuła; natomiast W. Chojnacki, Estreicher i W. Ogrodziński nie rejestrują tego druku)
- Kazania, niewydane (inform. W. Ogrodziński).

### Przekłady
- Różne uwagi Fizyczno-Chemicznego Warszawskiego Towarzystwa na Rozszerzenie Praktycznej Umiejętności w Fizyce, Ekonomii, Manufakturach i Fabrykach... które z niemieckiego na polski przetłumaczył... t. 1, cz. 1-2, Warszawa 1769.

### Prace edytorskie
- S. Dambrowski: Kazania albo wykłady porządne Świętych Ewanielij niedzielnych przez cały rok. Z Pisma Świętego i Doktorów Kościelnych... zebrane i podług egzemplarza lipskiego Roku Pańsk. 1728 w druk podane, Brzeg 1766, (współwydawca z poz. 2; edytor podpisany pod przedmową; wyd. następne przygotował J. Ch. Bockshammer)
- S. Dambrowski: Kazania i wykłady porządne Świętych Ewanielij świątecznych, tudzież i innych świętych, które Kościół Boży w Polsce, w Prusiech i indziej zwykł obchodzić przez cały rok... zebrane i podług egzemplarza lipskiego Roku Pańsk. 1728 w druk podane, Brzeg 1766, (współwydawca z poz. 1; wyd. następne przygotował J.Ch. Bockshammer)
- Biblia Sacra, to jest wszystkie księgi Starego i Nowego Testamentu; z żydowskiego i greckiego języka na polski pilnie i wiernie przetłumaczone, a teraz podług edycji halskiej roku 1726 przedrukowane (edycja Biblii gdańskiej), Brzeg 1768, (współwydawca z poz. 4)
- Nowy Testament Pana Naszego Jezusa Chrystusa; z greckiego języka na polski pilnie i wiernie przetłumaczony, a teraz podług halskiej edycji przedrukowany (edycja Biblii gdańskiej), Brzeg 1796, (współwydawca z poz. 3).

## Wybrane opracowania dot. twórczości Twardego
- J.L. Szersznik: Nachrichten von Schriftstellern und Künstlern aus dem Teschner Fürstenthum, Cieszyn 1810, s. 157-158
- J. Gabryś: (Wstęp do) Modlitwy dla nabożnego chrześcijanina..., Kraków 1887
- Jan Wantuła: Kalendarz ewangelicki 1937, s. 91-95; przedr. w: Książki i ludzie, Kraków 1956
- Wincenty Ogrodziński: Dzieje piśmiennictwa śląskiego, Katowice 1946; wyd. następne rozszerzone do druku przyg. Ludwik Brożek, Zdzisław Hierowski, Katowice 1965
- A. Rombowski: Polacy ewangelicy we Wrocławiu i okolicy (poł. w. XVIII – pierwsza połowa XIX), „Przegląd Zachodni” 1953 nr 1-3
- W. Długoborski: Wrocław w okresie rozwoju manufaktur i początków rządów pruskich (1741–1806), „Dzieje Wrocławia do r. 1807”, Warszawa 1958, s. 778, 872
- W. Chojnacki: Bibliografia polskich druków ewangelickich ziem zachodnich i północnych 1530–1939, Warszawa 1966.